# Li Yanjun
Li Yanjun, född 18 mars 1963 i Liaoning, är en kinesisk före detta volleybollspelare. Hon blev olympisk guldmedaljör i volleyboll vid sommarspelen 1984 i Los Angeles.